# 寶球 (馬)
寶球（英語：Orb，2010年2月24日出生）是美國純種賽馬，儘管其在一開始的3場賽比賽中並未獲勝，但是之後連續贏得5場比賽，並且最終於2013年5月4日時獲得肯塔基打吡的勝利。